# 14K (triada chińska)
14K (chiń. 十四K) – chińska triada z Hongkongu o międzynarodowym zasięgu.
Triada została założona przez Kot Siu-wonga w Kantonie w 1945 jako grupa antykomunistyczna.  W 1949 grupa przeniosła się do Hongkongu. Początkowo składała się z czternastu członków Kuomintangu, stąd wzięła się nazwa 14K.
14K zajmuje się przede wszystkim przemytem heroiny i opium z Chin i Azji Południowo-Wschodniej na cały świat, z czego czerpie największe zyski, oraz hazardem, praniem pieniędzy, handlem bronią, prostytucją, przerzutem ludzi z biednych krajów do bogatych, włamaniami i kradzieżami. Obecnie działa także na terytorium ChRL i jest uważana za jedną z najbardziej brutalnych grup przestępczych. Działa w dzielnicach chińskich na całym świecie.
14K liczący około 20 tys. członków podzielonych na 30 podgrup co czyni ją drugą co do wielkości triadą na świecie. Jej największym rywalem jest obecnie Sun Yee On, który jest największą triadą na świecie.
Triada pojawia się w grze "Sleeping Dogs" pod nazwą "18K". Są wrogiem Sun On Yee (wzorowani na Sun Yee On),Jest to bohater, którym gramy - Wei Shen, funkcjonariusz pod przykrywką.